# Enzo Minerva

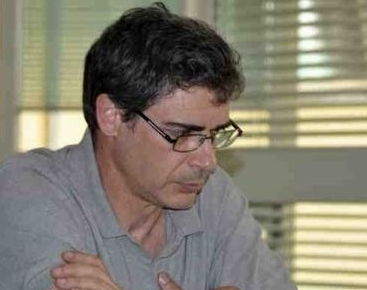
Enzo Minerva

Enzo Minerva (Lesa, 16 settembre 1962) è uno scacchista e compositore di scacchi italiano.

## Biografia e attività scacchistica
Nato a Lesa nel 1962, è in possesso del titolo Candidate Master OTB e International Master ICCF (per composizione e soluzione), con esperienza attiva dal 1999.
Minerva ha composto una vasta serie di studi e problemi, alcuni dei quali premiati a livello internazionale. Tra le sue attività editoriali, è stato curatore della rubrica Studi nella rivista Sinfonie Scacchistiche nel 2011, in occasione del suo 50º compleanno.
Nel 2013 diventa Candidato Maestro Nazionale per la composizione scacchistica, riconoscimento assegnato dall'API.
Ha anche svolto il ruolo di giudice in tornei internazionali di composizione (come Sinfonie Scacchistiche 2015) assieme a Marco Campioli , e ha scritto articoli specialistici sulle principali riviste italiane del settore (Best Problems, L'Italia Scacchistica, Torre & Cavallo - Scacco!)

## Attività recente
Nel 2025 risulta registrato come FIDE Instructor, con rating standard 1850, rapid 1918, blitz 1918; è ancora attivo in contesti OTB e ICCF.